# ارباب پونتیلا و نوکرش ماتی
ارباب پونتیلا و نوکرش ماتی (آلمانی: Herr Puntila und sein Knecht Matti) تئاتری روایی کمدی است که در سال ۱۹۴۰ میلادی توسط نمایش‌نامه نویس نوگرای آلمانی برتولت برشت نگاشته شد و این نمایش‌نامه برای نخستین بار در سال ۱۹۴۸ اجرا شد.
این نمایش‌نامه به توصیف رابطه میان پونتیلا با راننده‌اش ماتی و همچنین دخترش به نام اوا. اوا در واقع عاشق ماتی است اما پدرش خواهان ازدواج او با آتاشه خود است.
در این نمایش‌نامه شخصیت پونتیلا به گونهٔ دوگانه ترسیم شده‌است اما دوگانگی مذکور، مخالف با آن چیزی است که در ذهن‌ها ثبت شده‌است. پونتیلا به می‌گساری می‌پردازد اما زمانی که مست می‌شود مهربان‌تر و دست و دلبازتر می‌شود اما زمانی که نمی‌نوشد سخت‌گیر می‌شود و حتی تشویق‌های که برای پیشخدمت‌هایش در نظر گرفته‌است را لغو می‌کند.
این نمایش‌نامه در سال ۱۳۴۷ خورشیدی توسط فریده لاشایی از زبان آلمانی به فارسی ترجمه شد.

## شخصیت‌های نمایش‌نامه
| - ارباب پونتیلا - اوا، دختر پونتیلا - ماتی: راننده شخصی ارباب پونتیلا - آتاشه - پیشخدمت - قاضی - فروشنده غیرمجاز الکل - دستیار داروساز - دختر شیردوش - تلفنچی - مرد فربه - کارگر - مرد مو قرمز - مرد لاغر - رد سورکالا - چهار فرزند - وکیل - کشیش - زن کشیش - هیزم شکن |

## جملات معروف نمایش‌نامه
- اگه همهٔ معلم‌ها را با الکل از میدان خارج کنند، دیگه احتیاجی به سانسور کردن ندارن و پولی رو که برای سانسور خرج می‌کنن، می‌تونن ذخیرهٔ ملی کنن.